# کارلا گودینز
کارلا گودینز (به انگلیسی: Karla Godinez) یک کشتی‌گیر آزادکار اهل کشور کانادا است.
از افتخارات وی می‌توان به کسب مدال برنز قهرمانی کشتی جهان ۲۰۲۲ اشاره کرد.